# Oreneta cellablanca
L'oreneta cellablanca (Tachycineta leucorrhoa) és una espècie d'ocell de la família dels hirundínids (Hirundinidae). Es troba com a nidificant a Uruguai i com a resident a l'Argentina, Bolívia, Brasil, Paraguai i Perú. Habita els boscos tropicals i subtropicals de frondoses humits de les terres baixes, la sabanes seques, els herbassars i tropicals i subtropicals inundables, les zones humides, a més de la zona litoral, les pastures, les àrees urbanes i els ambients degradats. El seu estat de conservació es considera de risc mínim.